# Barrio Canale
Barrio Canale es una localidad argentina ubicada en el municipio de General Roca, departamento General Roca, provincia de Río Negro. Se encuentra al 2 km al oeste de la ruta provincial 6, y 10 km al sur de la cabecera municipal, alrededor de la Bodega Canale, una de las más importantes bodegas vitivinícolas del Sur argentino.
Está constituido en su mayor parte por migrantes y trabajadores rurales. La bodega fue fundada en 1909 por Humberto Canale, desarrollando el Alto Valle como zona de producción vitivinícola; actualmente dedica 500 hectáreas a las uvas.

## Población
Contó con 66 habitantes (Indec, 2010), lo que representó un descenso del 37% frente a los 106 habitantes (Indec, 2001) del censo anterior.
El censo 2022 registró una población de 49 habitantes que se repartieron entre 24 hombres y 25 mujeres. Sin embargo, las cifras obtenidas fueron estimativas solo teniendo en cuenta a la población en viviendas particulares; es decir, excluyendo del dato a la población institucional y las personas sin hogar. Gracias a este censo también fue posible conocer su densidad y tamaño urbano.
| Gráfica de evolución demográfica de Barrio Canale entre 1991 y 2022 |
|                                                                     |
| Fuente: Censos nacionales del INDEC                                 |